# Плавання на відкритій воді на Чемпіонаті світу з водних видів спорту 2022 — команда
Командні змагання з плавання на відкритій воді на Чемпіонаті світу з водних видів спорту 2022 відбулися 26 червня 2022 року.

## Результати
Заплив розпочався о 13:00 за місцевим часом.
| Місце | Країна            | Swimmer                                                                             | Час              |
| ----- | ----------------- | ----------------------------------------------------------------------------------- | ---------------- |
| 1     | Німеччина         | Ліа Бой Олівер Клемет Леоні Бек Флоріан Веллброк                                    | 1:04:40.5        |
| 2     | Угорщина          | Река Рогач Анна Олас Давід Бетлегем Кріштоф Рашовскі                                | 1:04:43.0        |
| 3     | Італія            | Джиневра Таддеуччі Джулія Габбріеллескі Доменіко Ачеренца Грегоріо Пальтріньєрі     | 1:04:43.0        |
| 4     | Франція           | Каролін Жуїсс Орелі Мюллер Саша Веллі Марк-Антуан Олів'є                            | 1:04:56.4        |
| 5     | Бразилія          | Сібеллі Жунгблут Вівіане Жунгблут Брюс Генсон Гільєрме Коста                        | 1:05:29.1        |
| 6     | Австралія         | Челсі Ґубека Моїша Джонсон Бейлі Армстронґ Ніколас Сломен                           | 1:05:30.8        |
| 7     | США               | Мерая Деніґен Белла Сімс Бреннан Ґравлі Чарлі Кларк                                 | 1:05:50.5        |
| 8     | Китай             | Сунь Цзяке Сінь Сінь Тан Хаоян Чжан Цзиян                                           | 1:06:21.8        |
| 9     | Японія            | Айрі Ебіна Кайкі Фурухата Моріяма Юкімі Мінаміде Тайсін                             | 1:06:32.9        |
| 10    | Португалія        | Анжеліка Андре Мафалда Роза Тьягу Кампус Діогу Кардосу                              | 1:07:08.0        |
| 11    | Канада            | Катріна Белліо Александер Ексон Емма Фінлін Ерік Браун                              | 1:07:34.7        |
| 12    | Туреччина         | Бурджу Наз Нарін Севім Ейлюль Сюпюрґеджі Бурханеттін Хаджисагір Емір Батур Албайрак | 1:07:36.2        |
| 13    | Мексика           | Марта Сандоваль Пауло Стрельке Пауліна Аланіс Артуро Перес                          | 1:09:02.4        |
| 14    | Китайський Тайбей | Чжо Чженці Cho Pei-chi Teng Yu-wen Ван Ї Чень                                       | 1:10:53.2        |
| 15    | Гонконг           | Вільям Янь Торлі Tsz Yin Nip Nikita Lam Keith Sin                                   | 1:11:08.4        |
| 16    | Казахстан         | Лев Черепанов Ксенія Романчук Diana Taszhanova Віталій Худяков                      | 1:11:09.9        |
| 17    | Еквадор           | Хуан Альсівар Ісабелья Баббітт Хоселін Бермео Хаїр Лопес                            | 1:11:32.2        |
| 18    | Сінгапур          | Ritchie Oh Chantal Liew Samantha Yeo Artyom Lukasevits                              | 1:12:16.8        |
| 19    | Пуерто-Рико       | Дієго Ортіс Алондра Кілес Леандра Діас Хамарр Бруно                                 | 1:17:11.9        |
| –     | ПАР               | Коннор Бук Аміка де Яґер Руан Брейтенбах Катеріне Рунсбурґ                          | Дискваліфіковані |
| –     | Греція            | Дімітріос Маркос Ілектра Лебл Афродіті Каціара Атанасіос Кинігакіс                  | Дискваліфіковані |
| –     | Іспанія           | Марія де Вальдес Анхела Мартінес Альберто Мартінес Карлос Гарач                     | Дискваліфіковані |
| –     | Південна Корея    | Park Jae-hun Lee Chang-min Lee Hae-rim Lee Jeong-min                                | Дискваліфіковані |